# Allsvenskan 1976
L'edizione 1976 del campionato di calcio svedese (Allsvenskan) vide la vittoria finale dell'Halmstads BK.
Capocannoniere del torneo fu Rutger Backe (Halmstads BK), con 21 reti.

## Classifica finale
|    | Classifica      | G  | V  | N  | P  | GF | GS | Punti |
| -- | --------------- | -- | -- | -- | -- | -- | -- | ----- |
| 1  | Halmstad        | 26 | 17 | 4  | 5  | 56 | 27 | 38    |
| 2  | Malmö FF        | 26 | 12 | 11 | 3  | 37 | 21 | 35    |
| 3  | Öster           | 26 | 12 | 8  | 6  | 51 | 39 | 32    |
| 4  | Landskrona BoIS | 26 | 12 | 8  | 6  | 34 | 34 | 32    |
| 5  | Örebro          | 26 | 9  | 11 | 6  | 42 | 34 | 29    |
| 6  | Kalmar          | 26 | 10 | 7  | 9  | 38 | 43 | 27    |
| 7  | AIK             | 26 | 6  | 13 | 7  | 38 | 35 | 25    |
| 8  | Hammarby        | 26 | 10 | 4  | 12 | 40 | 33 | 24    |
| 9  | IFK Norrköping  | 26 | 10 | 4  | 12 | 47 | 48 | 24    |
| 10 | Elfsborg        | 26 | 8  | 8  | 10 | 42 | 48 | 24    |
| 11 | Djurgården      | 26 | 9  | 6  | 11 | 32 | 38 | 24    |
| 12 | IFK Sundsvall   | 26 | 9  | 4  | 13 | 43 | 57 | 22    |
| 13 | Åtvidaberg      | 26 | 6  | 6  | 14 | 34 | 46 | 18    |
| 14 | Örgryte         | 26 | 3  | 4  | 19 | 24 | 55 | 10    |

### Verdetti
- Halmstads BK campione di Svezia 1976.
- Åtvidabergs FF e Örgryte IS retrocesse in Division 2.